# Реики (ера)
Реики (霊亀) је име прве званичне јапанске историјске ере (ненго) у Нара периоду. Настала је после Вадо и пре Јоро ере, а временски је одухватала период од септембра 715. до новембра 717. Владајући монарх тог периода била је царица Геншо (元正天皇).
Име нове ере донето је како би се обележио почетак владавине нове царице.

## Важнији догађаји Реики ере
- 715. (Реики 1): Царица Генмеј абдицира у корист своје ћерке Геншо која званично прима власт („сенсо“). Пре ње земљом су владали њена мајка и отац. Након што је Геншов отац умро 707. године као цар Монму, мушки наследници били су сувише млади да би могли да наследе трон па су земљом владали прво мајка Генмеј а затим и ћерка Геншо.[4]